# طوكيو طوكيو
طوكيو طوكيو (باليابانية: 東京 東京، بالروماجي: Tōkyō Tōkyō) هي سلسلة مطاعم فلبينية متخصصة في المطبخ الياباني.